# Острівець безпеки

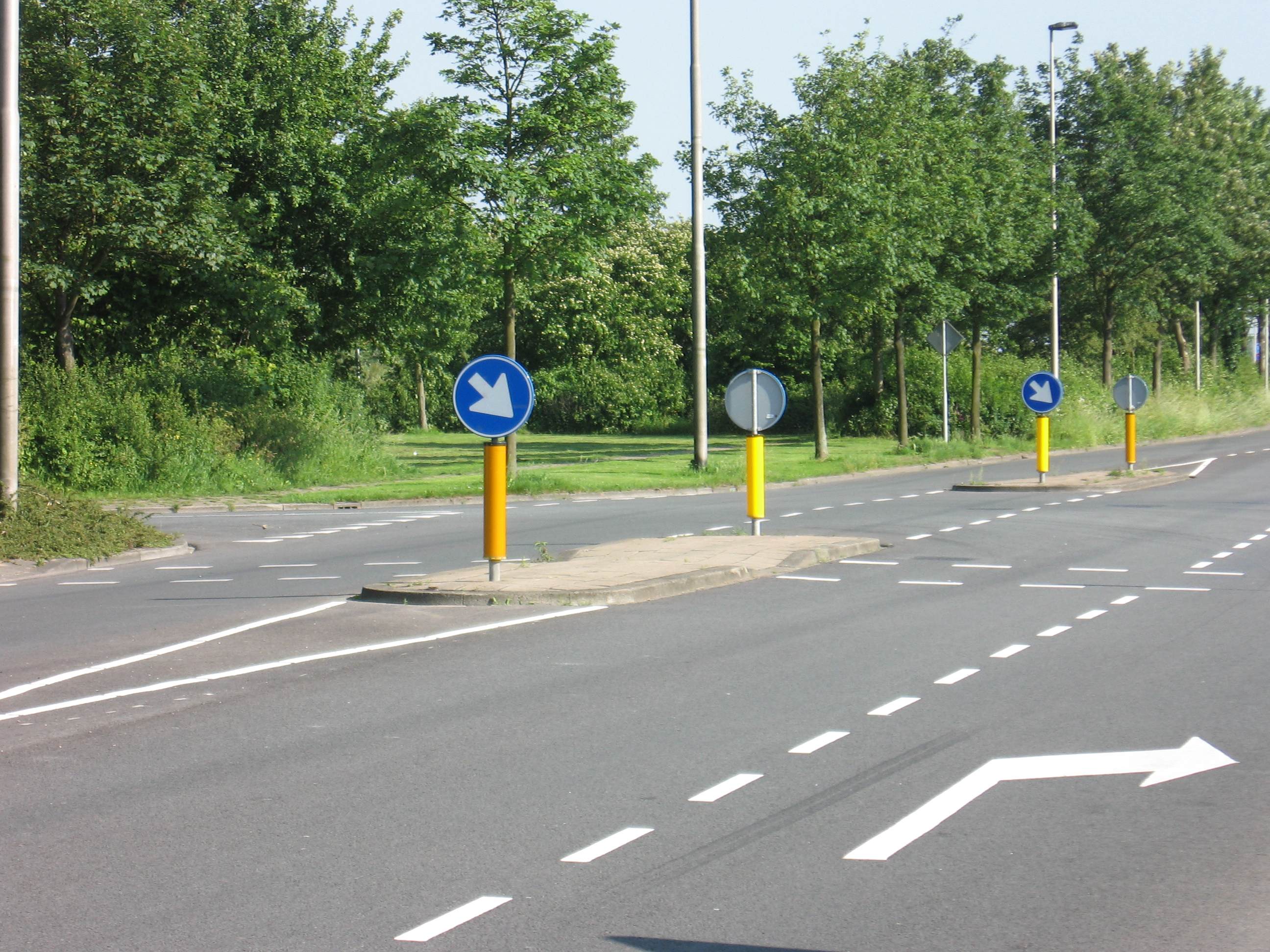

Остріве́ць безпе́ки (англ. refuge island, pedestrian refuge) — технічний засіб регулювання дорожнього руху на наземних пішохідних переходах, конструктивно виділений над проїзною частиною дороги та призначений як захисний елемент для зупинки пішоходів під час переходу проїзної частини дороги. До острівця безпеки належить частина розділювальної смуги, через яку пролягає пішохідний перехід.

Дорожній знак, що позначає об'їзд острівця безпеки праворуч у США.

Дорожній знак України 7.25 «Острівець безпеки» відповідно до нового стандарту дорожніх знаків ДСТУ 4100:2021.

З 1 листопада 2021 року в Україні набрав чинності новий стандарт дорожніх знаків ДСТУ 4100:2021, в якому з'явився новий дорожній знак 7.25 «Острівець безпеки». Новий дорожній знак має схожість із американським дорожнім знаком, що позначає об'їзд острівця безпеки праворуч і, водночас, відповідає вимогам Віденської конвенції про дорожні знаки та сигнали.